# Перезаправний картридж
Перезаправний картридж (ПЗК) — контейнер із чорнилами для струменевих принтерів або багатофункціональних пристроїв (БФП), який допускає перезаправку при використанні чорнил. Вперше почали використовуватися компанією Lyson Digital Inks у 2000 році.
Перезаправний катридж являє собою сумісні картриджі, на котрі встановлені чипи, які автоматично обнуляються і які можна перезаправляти. Коли в катриджах закінчується чорнило, при витяганні і встановленні їх назад — чипи обнуляються, і можна друкувати знову. Перезаправні картриджі розроблені для того, щоби прискорити і спростити процес дозаправки картриджів чорнилами, а також обійти захист виробників від неоригінальних витратних матеріалів
Порівняно із системою безперервної подачі чорнил, ПЗК мають менший об'єм, і, відповідно, заправляти їх потрібно частіше. Але чорнил при цьому потрібно менше. За своїм зовнішнім виглядом перезаправні картриджі ідентичні оригінальним, тільки звичайно виконані у прозорому корпусі і мають отвори для перезаправки.

## Переваги
- Низька ціна.
- Простота і зручність установки.
- Збереження високої якості відбитків

## Недоліки
- Невелика місткість картриджів, як наслідок часті заправки.
- Труднощі з відстеженням рівня чорнила.